# Тито, Этторе
Э́тторе Ти́то (итал. Ettore Tito; 17 декабря 1859[…], Кастелламмаре-ди-Стабия, Кампания — 26 июня 1941, Венеция) — итальянский художник, известный своими картинами из жизни Венеции и её окрестностей. Образование получил в Академии изящных искусств в Венеции, и с 1894 по 1927 год был профессором живописи, преподавая в академии.
В 1915 году на Панамо-Тихоокеанской Международной выставке в Сан-Франциско, был удостоен первого приза в номинации живопись. В 1926 году был избран членом Королевской Академии Италии.

## Биография
Этторе Тито родился в Кастелламмаре-ди-Стабия (близ Неаполя) 17 декабря 1859 года в семье Убальдо Тито — капитана торгового флота и Луиджи Новелло Тито. Его мать была родом из Венеции, и ещё в младенчестве семья переехала в Венецию, где он и прожил оставшуюся часть своей жизни. Художественное обучение начал в раннем возрасте, сначала у голландского художника Сесила Ван Ханена, а затем в Академии изящных искусств в Венеции, куда поступил в возрасте 12 лет, прежде чем достиг установленного законом возраста для приема в академию. В Академии учился у Помпео Марино Мольменти и Доменико Брезолина и окончил обучение в возрасте 17 лет.
Первый крупный успех пришёл к художнику в 1887 году, когда его картина «Пескьера-веккья в Венеции» (на полотне изображен старый рыбный рынок в районе Риальто) произвела большое впечатление на гостей отеля «Esposizione Nazionale Artistica» в Венеции, и была впоследствии куплена Галереей современного искусства в Риме.
Работы Тито широко представлены и популярны за пределами Италии. Его картины можно было увидеть на каждой Венецианской Биеннале с момента своего создания в 1895 году до 1914 года и вновь в 1920 году, когда Биеннале возобновились после Первой Мировой Войны. Участие на выставках принесло художнику большое количество различных наград.
В то время как ранние работы художника были в основном посвящены описанию людей, быту и пейзажам Венеции и Венето, то после 1900 года он все чаще обращался к мифологическим и символическим темам, вдохновленный Венецианской живописью XVIII века.

## Наследники
Тито умер в Венеции 26 июня 1941 года в возрасте 81 года. Его сын Луиджи Тито (1907—1991) также был известным художником. Сын Луиджи — Джузеппе (родился в 1959 году) — стал скульптором. В сентябре 2003 года ретроспективная выставка работ Эторе, Луиджи, Джузеппе Тито состоялась в Вилле Пизани в Стра.

## Некоторые картины
Многие из Тито картины находятся в частных коллекциях, ниже перечисляются некоторые картины художника находящиеся в постоянных экспозициях музеев мира:
- Пескьера-веккья в Ла-Венеции (1887) Галерея современного искусства, Рим
- Веселый день в Венеции (1891) музей изобразительных искусств, Бостон
- Осень (1897) Интер Галерея современного искусства, Венеция
- Сулла Лагуна  (1897) Галерея современного искусства, Венеция
- Кьоджа (1898) музей Орсэ, Париж
- Волна (1902) музей де Арте Италиано, Лима
- Рождения Венеры (1903) Галерея современного искусства, Венеция
- После дождя в Кьоджи (1905), Галерея д’Арте модерна «Риччи Одди», Пьяченцы
- Baccanale (1906) Галерея современного искусства, Милан
- Любовное письмо (1907) Музей Вилла Гримальди, Генуя
- В бане (1909) музей Орсэ, Париж
- Лагуна (Лагуна) (1910) Frugone Коллекция, Музей Вилла Гримальди Fassio, Генуя
- Волы Пашут (1911) Бруклинский Музей, Нью-Йорк
- Нимфы (1911) Галерея современного искусства Риччи Одди, Пьяченца
- Осень (1914) Галерея современного искусства, Рим
- Автопортрет  (1919), Галерея Уффици, Флоренция
- Воздух и вода (1922), художественная галерея нового Южного Уэльса, Сидней
- Портрет маркизы Малакрида (1926) Интер Галерея современного искусства, Венеция

## Галерея избранных произведений

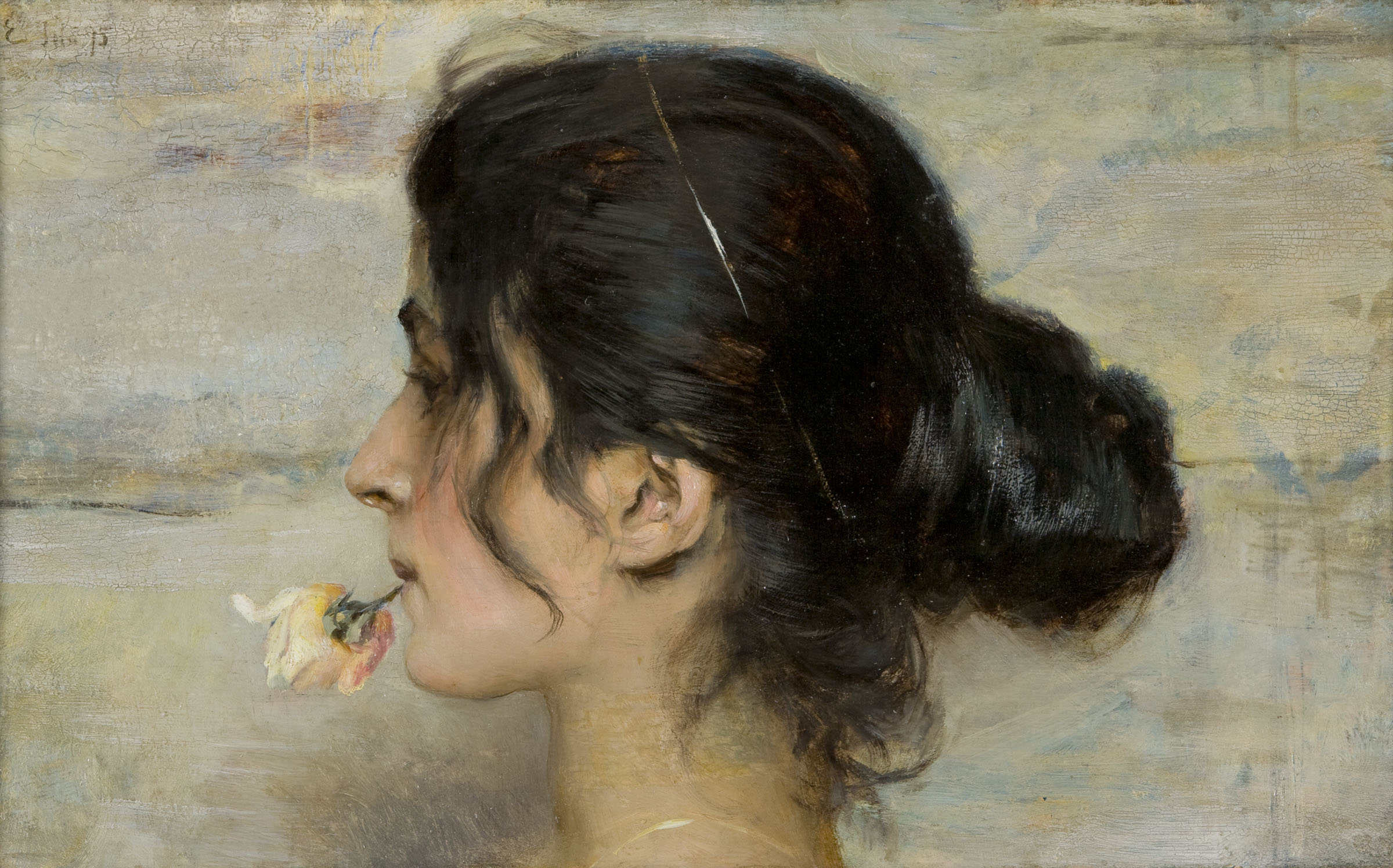
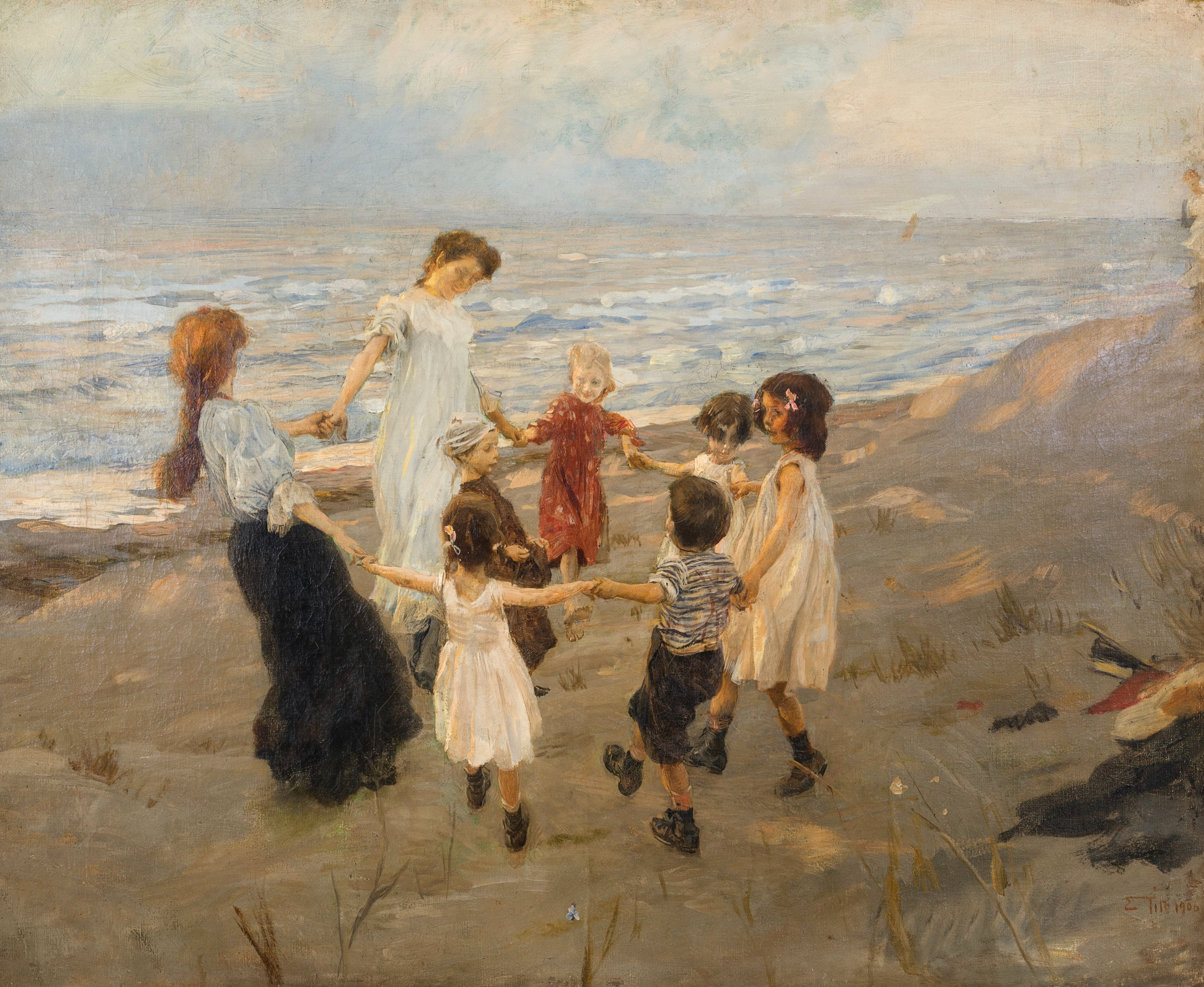
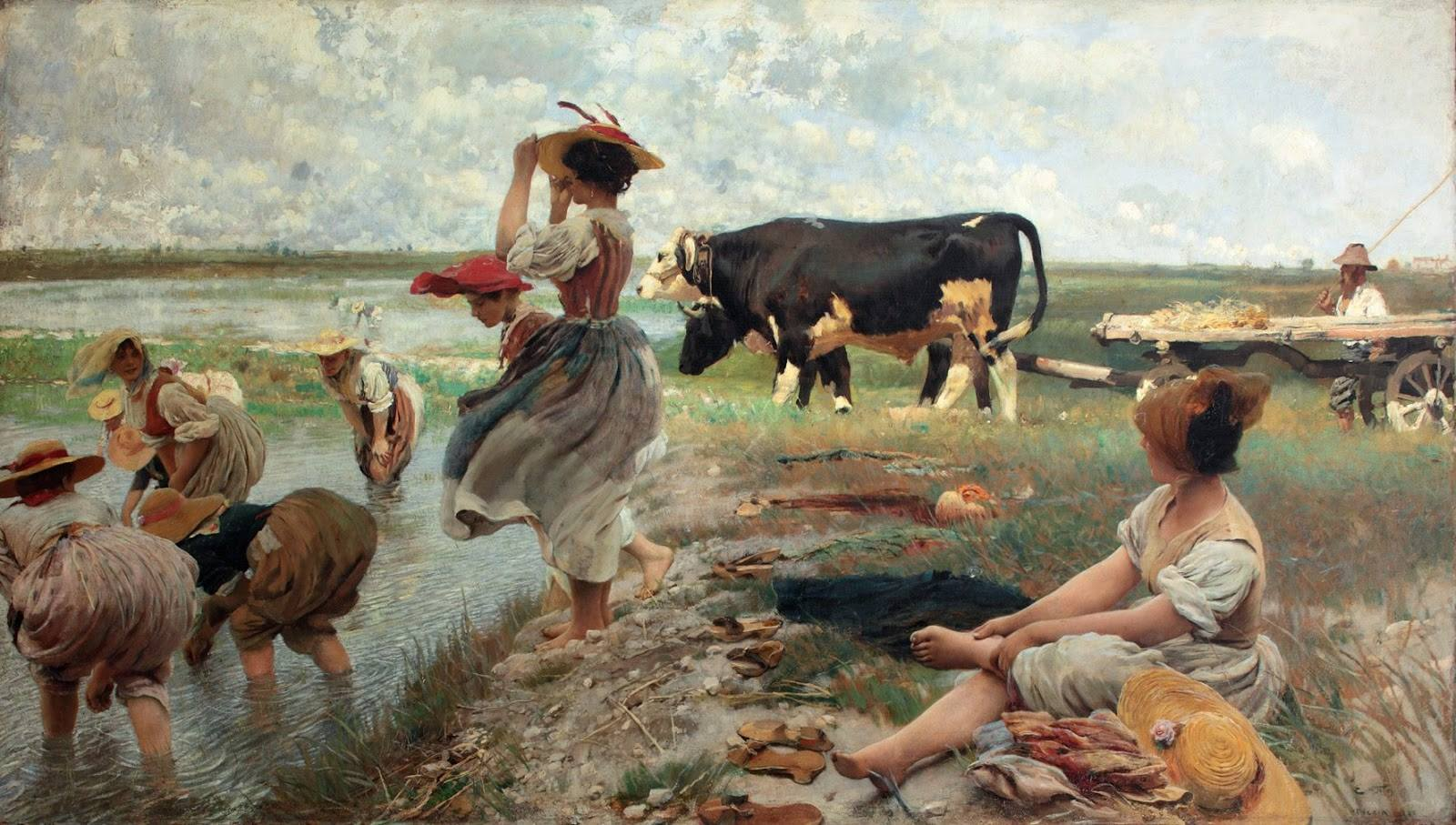
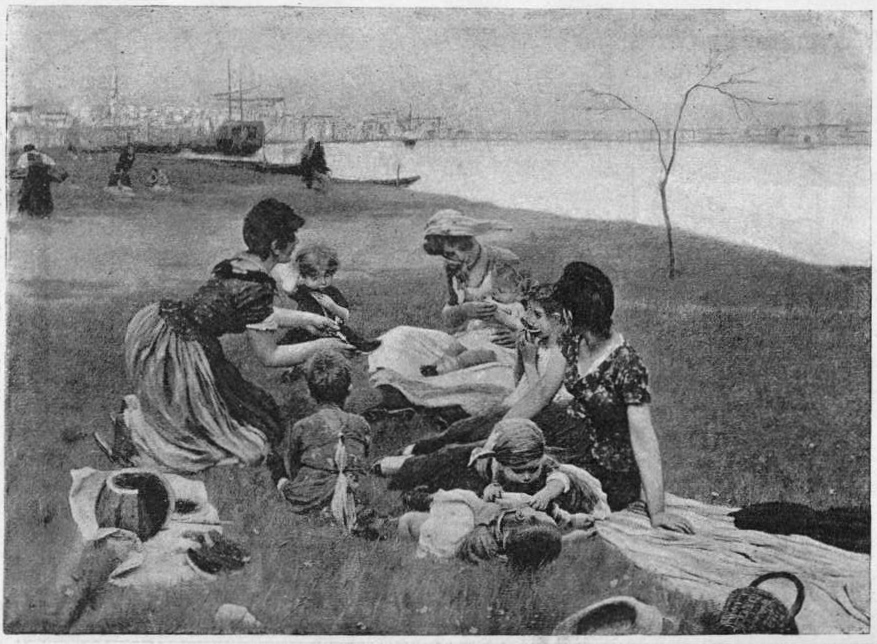
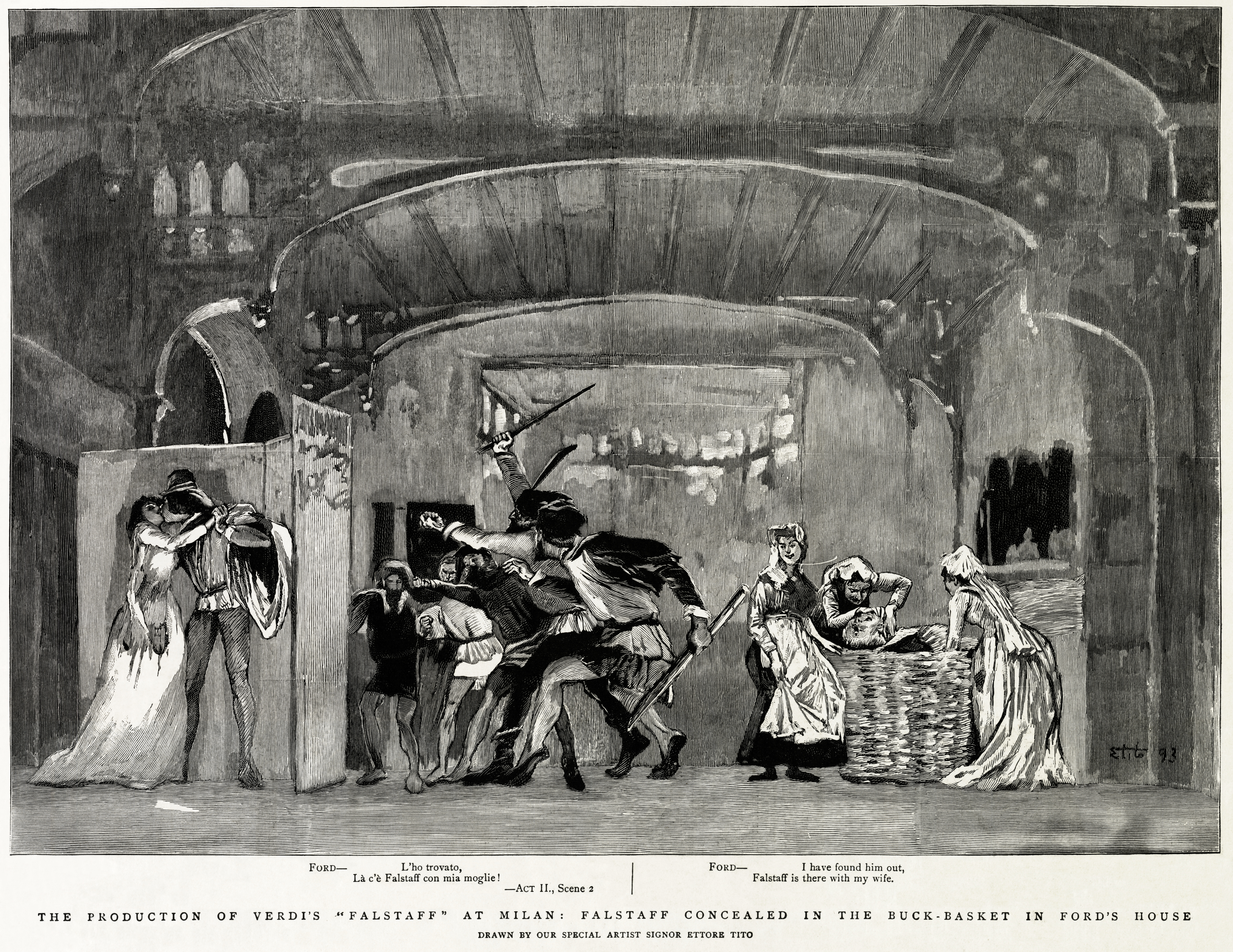
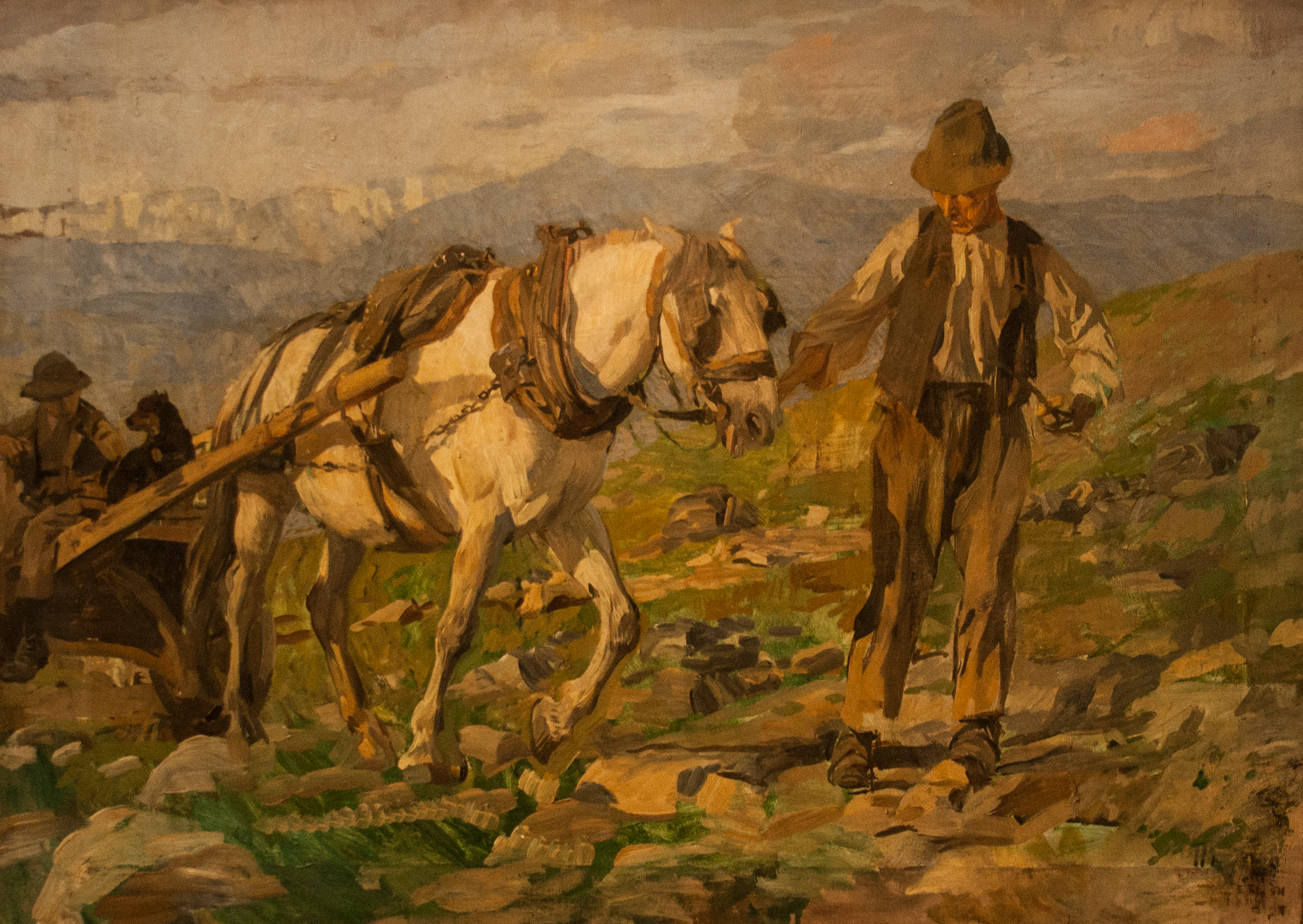